# 턴스피트 도그

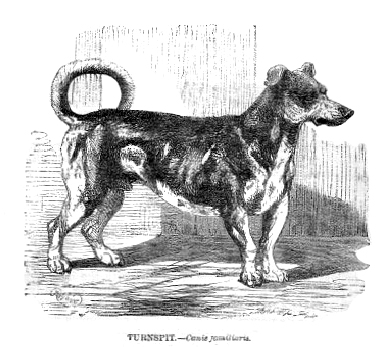

턴스피트 도그(turnspit dog)는 짧은 다리, 긴 몸의 멸종된 개로, 턴스핏(turnspit) 또는 도그휠(dogwheel)이라고 불리는 바퀴를 타고 고기를 회전시키는 사역을 위해 사육되었다. 1576년 "Of English Dogs"에서 "Turnespete"라는 이름으로 언급되었다. 윌리엄 빙글리의 "Memoirs of British Quadrupeds"(1809)에서도 요리사와 요리사를 돕기 위해 고용된 개에 대해 이야기한다. 이 개는 주방견, 요리견, 휠링 도그, 언더도그, 베르네파토르라고도 알려져 있다. 칼 폰 린네의 18세기 개 분류에는 개속(Canis) vertigus(닥스훈트의 라틴어 이름)으로 기재되어 있다. 이 품종은 매우 비천하고 흔한 개로 간주되어 그에 대한 기록이 효과적으로 유지되지 않았기 때문에 사라졌다. 일부 소식통은 턴스피트 도그를 일종의 글렌 오브 이말 테리어(Glen of Imaal Terrier)로 간주하는 반면, 다른 소식통은 이를 웰시 코기의 친척으로 간주한다.
주방 기술의 발전으로 턴스피트 도그의 필요성이 줄어들었다. 시간이 지남에 따라 그들은 더 이상 특정 기능을 위해 사육되지 않았고 개체 수가 줄어들어 결국 멸종되었다.
웨일스 애버게이브니에 있는 애버게이브니 박물관에 보존된 회전목마견의 예가 전시되어 있다.